# Waldbock
|           |               |               |
| Oberseite | Vorderansicht | Seitenansicht |

Der Waldbock (Spondylis buprestoides) ist ein Käfer aus der Familie der Bockkäfer (Cerambycidae). Die Art wird auch als Rollenschröter bezeichnet.

## Beschreibung
Die Käfer werden 12 bis 24 Millimeter lang. Sie sind schwarz, haben sehr kräftige Oberkiefer und auffallend kleine Fühler, die nur in etwa die Halsschildlänge erreichen. Der Halsschild ist breiter als lang und vorne und hinten mit einem gelben Haarsaum versehen. Die Flügeldecken verlaufen nahezu parallel und sind mit drei Längsrippen versehen, von denen allerdings nur zwei gut sichtbar sind. Bei den männlichen Käfern sind die Rippen stärker ausgeprägt als bei den Weibchen, die Flügeldecken sind grob punktiert.

## Lebensweise
Die Käfer leben hauptsächlich in Kiefernwäldern und fliegen hauptsächlich nachts und abends. Die Weibchen legen etwa 100 bis 150 Eier. Die Larven entwickeln sich in den Wurzeln von Nadelbäumen und dringen bis in die Stümpfe vor. Die Larvalentwicklung dauert zwei Jahre. Die Art gilt als ein Relikt der voreiszeitlichen Fauna.

## Vorkommen
Der Waldbock wird auf Lichtungen und Schneisen in Kiefernwäldern, seltener auch in Fichtenwäldern angetroffen. Er tritt sowohl im Flachland als auch im Gebirge in Erscheinung.

## Verbreitung
Die Art ist in Eurasien verbreitet. Im Norden reicht das Verbreitungsgebiet bis ins mittlere Fennoskandien. Der Waldbock ist auf den Britischen Inseln nicht beheimatet.